# Ilaria Trotta
Ilaria Trotta (Bari, 5 luglio 1987) è una calciatrice ed ex giocatrice di calcio a 5 italiana, di ruolo difensore.

## Carriera

### Calciatrice
Trotta si appassiona al calcio fin da giovanissima, iniziando a giocare in Serie C per scalare con varie società i livelli successivi del campionato italiano femminile di calcio fino alla Serie A.

## Palmarès

### Calcio a 11
- Campionato italiano di Serie B: 1

Pink Sport Time: 2013-2014